# Abel-beth-maachah
 (juillet 2021).

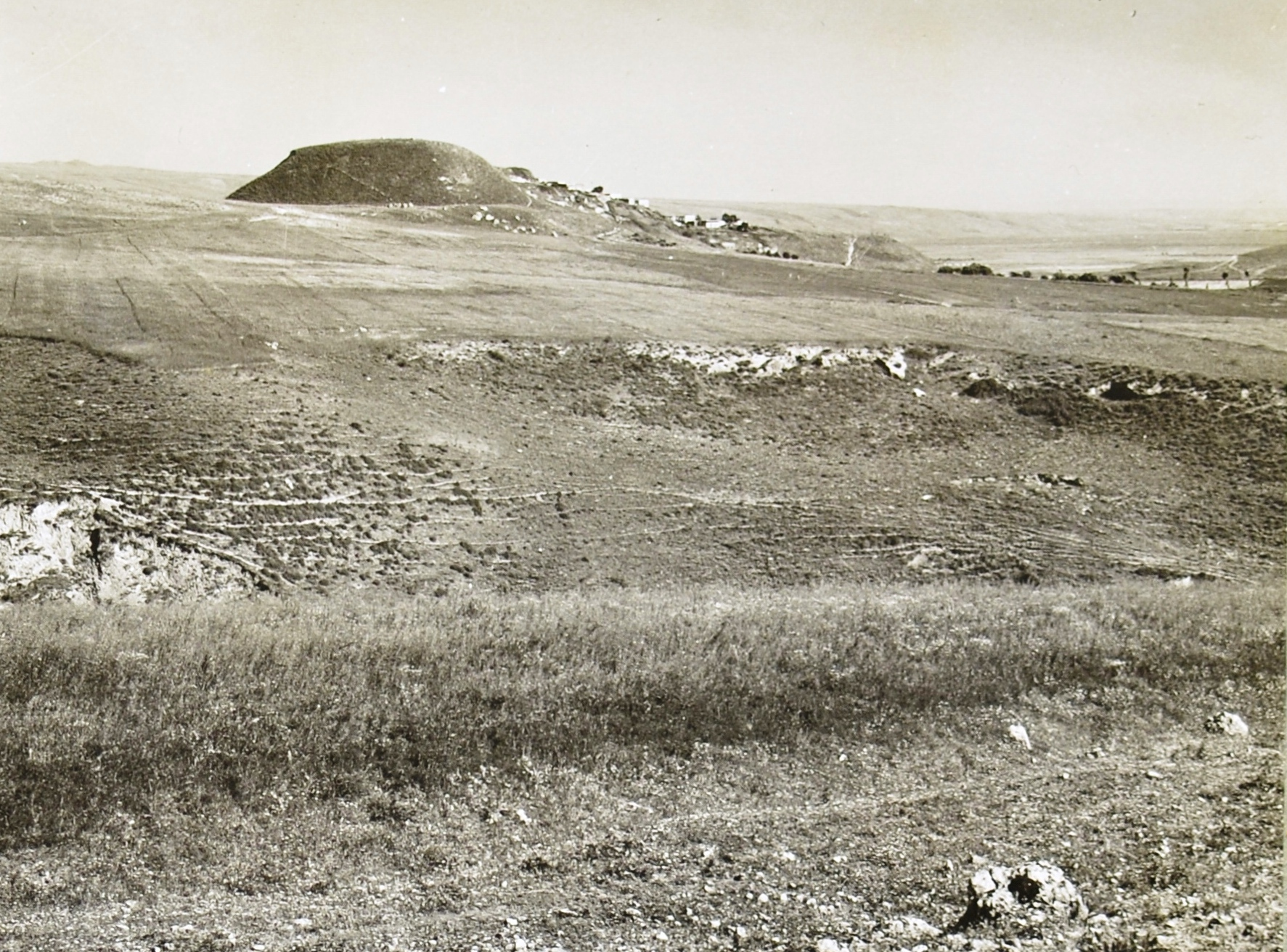
Tel Abel Beth Maacah, photo prise de la route en 1945

Tell Abil Bet Ma’aka, nom arabe: Tell Abil el-Qameḥ, est un grand site archéologique composé d'un monticule avec une petite partie nord supérieure et une grande partie sud inférieure, reliées par une selle. Il est situé à la frontière nord de l'actuel Israël, à environ 2 km au sud de la ville de Metoula et environ 6,5 km à l'ouest de Tel Dan et à une quarantaine de kilomètres au Nord du lac de Tibériade,.
Le relevé et les fouilles menées jusqu'à présent (2012-2016) ont montré que le site avait été habité pendant les âges du bronze et du fer, ainsi que pendant les périodes perse, hellénistique, byzantine, islamique précoce, croisée, mamelouke et ottomane. Depuis au moins le début du XIIIe siècle de notre ère le monticule était l'emplacement du village arabe d'Abil el-Qameh, dépeuplé en 1948. Cependant, le tertre inférieur n'a pas été occupé après l'âge du fer I (fin du XIe siècle / début du Xe siècle av. J.-C.), lorsque l'occupation semble s'être concentrée sur le monticule supérieur.
Le site a été fortifié par des murs et un rempart à l'âge du bronze moyen II. Ces fortifications ont été réutilisées à l'âge du bronze tardif dans le sud du monticule, mais sont devenues hors service à l'âge du fer I. Un trésor d'argent dans une cruche, datant de la fin de l'âge du bronze tardif, est l'un des plus anciens des trésors trouvés dans le pays. La séquence de l'âge du fer I est l'une des plus denses de cette région et comprend des strates de nature cultuelle, domestique et publique. Des traces de travail du métal ont été trouvées dans ce dernier. L'âge du fer II est représenté par un très grand mur de pierre dans le monticule supérieur qui pourrait faire partie d'une citadelle. Une structure bien construite datant de la période hellénistique du début de la Perse a été construite au-dessus de ce mur et d'autres vestiges de l'âge du fer.

## Le site

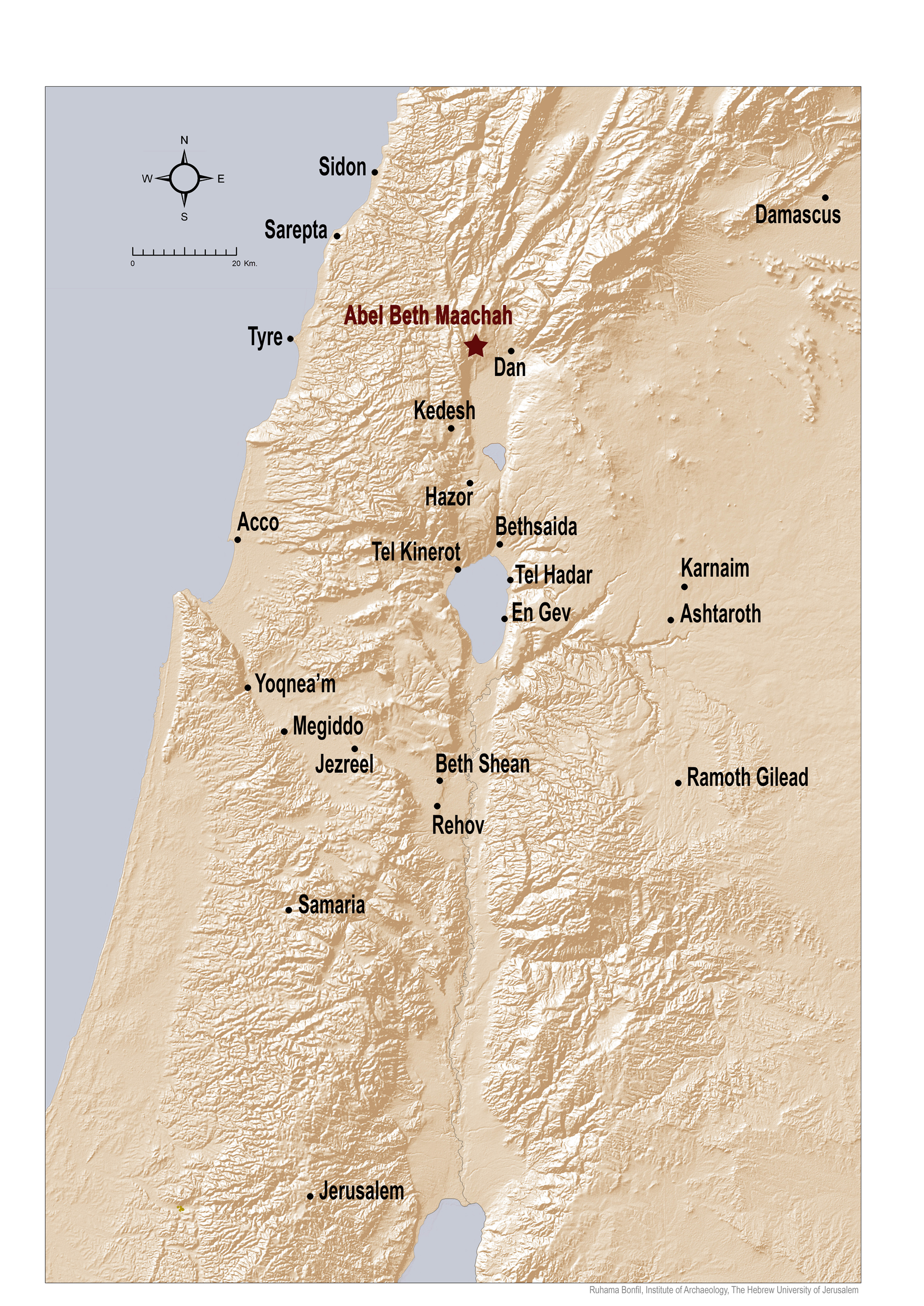

Le site mesure environ 100 dunams (10 hectares) et se trouve à califourchon sur l'étroit défilé de Nahal Iyyon, l'une des quatre sources du Jourdain. La cascade de Tanur, alimentée par l'Iyyon, est située juste au nord du site. De son point de vue stratégique surplombant l'étroite extrémité nord de la fertile vallée de Huleh, le site commande des routes menant au nord de la vallée de Beka libanaise, au nord-est de la Syrie intérieure (Damas) et de la Mésopotamie, et à l'ouest de la côte libanaise (phénicienne).
Le tell est identifié avec Abil Bet-Ma'aka mentionné dans la Bible hébraïque et se compose d'un monticule supérieur au nord et d'un monticule inférieur plus grand au sud, avec une selle moyennement haute entre eux.
L'emplacement de la ville dans un endroit aussi stratégique indique qu'elle a joué un rôle majeur dans l'interaction entre les divers groupes nationaux et pouvoirs politiques à l'âge du bronze (Cananéens, Hurriens / Mitanniens, Égyptiens et Hittites) et à l' âge du fer (Israélites, Araméens et Phéniciens). Abil Bet Ma'aka était une ville frontalière, et en tant que telle, a été exposée à ces influences en même temps qu'elle remplissait le rôle de tampon ou de supporter le poids des invasions étrangères. Sa proximité avec de nombreuses sources d'eau et un riche arrière-pays agricole a été un autre facteur qui a fait d'Abel Beth Maacah un site vaste et important dans l'Antiquité.

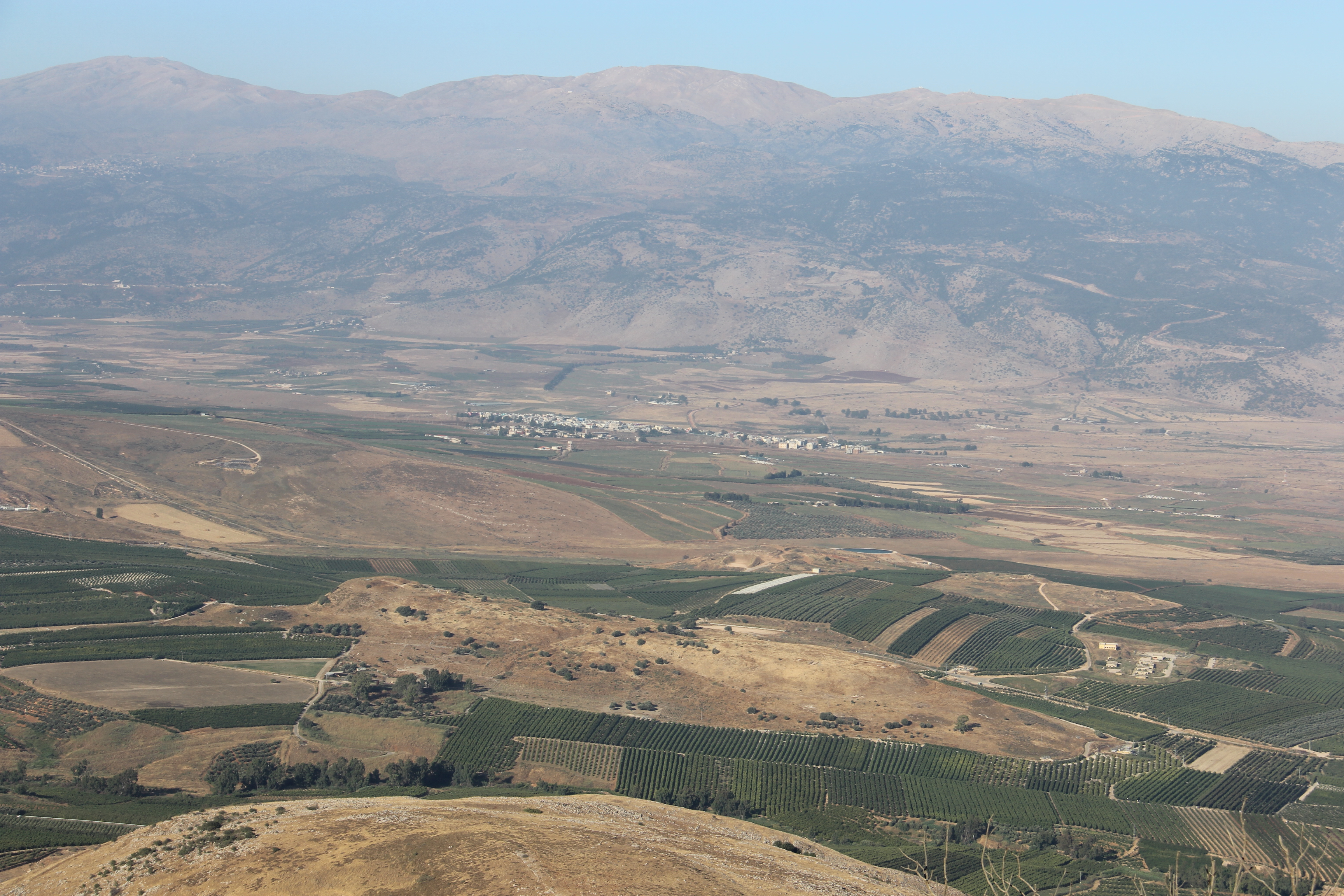
Vue de Tel Abil Bet Ma'aka (centre de la photo), à l'est, avec le massif de l'Hermon en arrière-plan

## Signification et orthographe du nom
Abil Bet Ma'aka signifie « le pré de la maison de Ma'aka ». Le toponyme biblique est orthographié différemment comme Abel-beth-maacah, Abel Beth Maacah, Abel Beth-Maacah, Avel Bet Ma'akha, etc. La ville est également appelée Abel Maim ("prairie d'eau") dans 2 Chroniques 16,4.

## Identification avec Abel-beth-maacah de la Bible

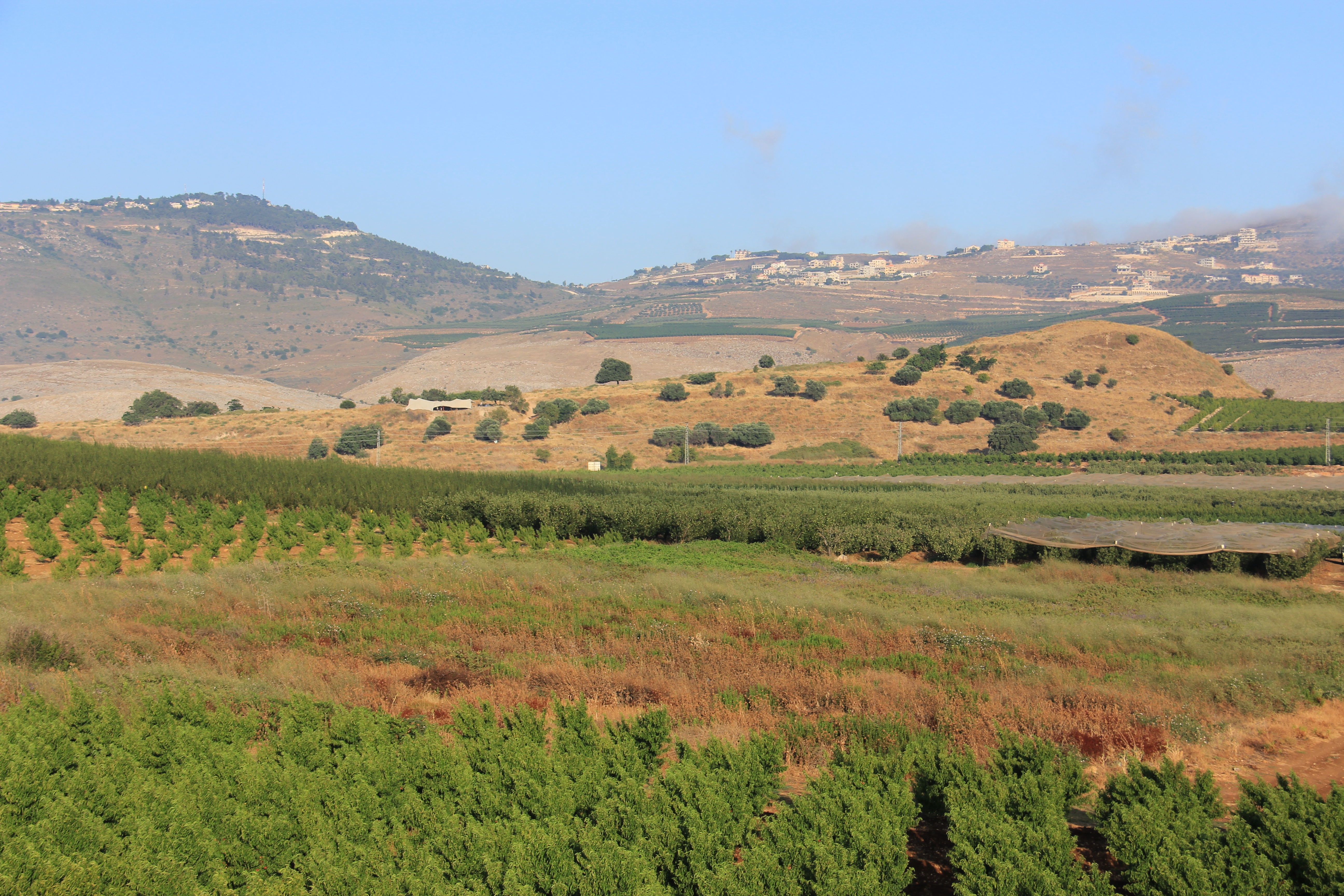
Tell Abil Bet Ma'aka - vue de la partie nord du tell depuis l'est; le village libanais d'Adaisse en arrière-plan

Le tell a été décrit par un certain nombre d'éminents explorateurs du XIXe siècle et du début du XXe siècle, notamment Victor Guérin, Félix-Marie Abel et Edward Robinson, qui a été le premier à identifier le monticule avec la biblique Abel Beth Maacah (Avel Bet Ma c akha). Cette proposition a gagné l'acceptation de la communauté savante, basée en grande partie sur des considérations historico-géographiques. L'identification est basée principalement sur l'apparence de la ville dans deux listes géographiques de la Bible. Dans 1 Rois 15,20, le roi araméen Ben-Hadad Ier a été sollicité au IXe siècle av. J.-C. par le roi Asa de Juda pour attaquer le royaume du nord. Il réussit, bien qu'apparemment peu de temps après, le contrôle de cette région revint aux mains des Israélites sous le règne d'Achab. «Ben-Hadad a écouté le roi Asa et a envoyé les commandants de ses armées contre les villes d'Israël. Il a conquis Ijon, Tel Dan, Abel-beth-maacah, et tout Chinneroth, avec toute la terre de Nephtali ". Une liste géographique similaire est notée dans l'histoire de la conquête assyrienne de la région à la fin du XIIIe siècle av. J.-C. dans 2 Rois 15,29 : «À l'époque du roi Pékah d'Israël, le roi Tiglath-pileser d'Assyrie vint et captura Ijon, Abel-beth-Maaca, Janoach, Kédesch, Hatsor, Galaad et la Galilée, tout le pays de Nephtali, et emmena le peuple captif en Assyrie ».

## Deuxième millénaire avant notre ère et références bibliques
Une inscription hébraïque sur le couvercle d'un pot de stockage de vin découvert durant l'été 2019 indique «leBenayau», ce qui signifie que le pot de stockage et son contenu «appartiennent à Benayau» est daté du Xe – IXe siècle avant notre ère. Il a été trouvé avec d'autres bocaux dans ce qui semble avoir été la cave à vin d'un homme du nom de Benayau. C'est la première inscription trouvée lors de la fouille, le lettrage date de plus de 2 900 ans. L'inscription est l'un des nombreux artefacts qui semblent soutenir l'idée initialement proposée par Avraham Biran selon laquelle Abel-beth-maachah était une ville israélite sous les règnes de David et de Salomon.
Les références de l'âge du bronze au site incluent le premier groupe des textes d'exécration (bronze moyen IIA) et peut-être la liste des villes détruites de Thoutmosis III (bronze tardif I), ainsi que les lettres Amarna (bronze tardif IIA; Dever 1984: 211-213). Après la conquête assyrienne, le site n'est mentionné dans aucune source ultérieure.
Outre les deux listes géographiques citées ci-dessus en relation avec la conquête de la ville par les Araméens et les Assyriens, le site est mentionné une autre fois dans la Bible : 2 Samuel 20,14–22, qui relate un appel à la révolte contre David par un Benjaminite nommé Sheba ben Bichri. Sheba a fui vers Abel Beth Maacah, poursuivi par Joab et son armée. Assiégeant la ville, Joab menaça de la détruire, lorsque la "sage-femme" locale (peut-être un oracle) l'informa que la ville était fidèle à David, l'appelant "une ville et une mère en Israël" (2 Samuel 20,19) et s'arrangea pour faire décapiter la rebelle qui s'y réfugiait, sauvant ainsi sa ville. C'est la seule fois que l'expression «une ville et une mère en Israël» est mentionnée dans la Bible et pourrait faire allusion à son statut politique et/ou religieux particulier. Ce récit met également l'accent sur la ville en tant que point le plus au nord de l'entité étatique israélite, bien qu'il ne soit pas clair à quelle période cela se rapporte, car ce récit reflète très probablement un temps plus tard dans l'âge du fer II que le règne de David.
Bien que spéculative, certains chercheurs ont suggéré que la conquête d'Abel Beth Maacah par Ben-hadad I peut être mentionnée dans la deuxième ligne de l'inscription "Maison de David'' trouvée à proximité de Tel Dan, où les lettres aleph et bet ont survécu et pourrait être le début du nom de la ville «Abel» (Schneidewind 1996: 77; Naaman 2012: 95, note 10).

## Exploration précédente
Malgré son importance historique évidente et sa proéminence géographique, Abel Beth Maacah n'a pas fait l'objet de fouilles archéologiques avant 2012. L'étude précédente du site impliquait des visites périodiques de représentants du Département britannique obligatoire des antiquités et des relevés limitées menées par le Département israélien des antiquités dans les années 1950, par Yehudah Dayan dans les années 1960 et par le Prof. William G. Dever de l'Université de l'Arizona en 1972, qui publia sommairement les résultats, accompagnés d'une analyse historico-géographique détaillée (Dever, 1986). Par la suite, une petite fouille de sauvetage menée par l'Autorité israélienne des antiquités à la base du versant sud-est a révélé plusieurs tombres byzantines, ainsi qu'un groupe de vaisseaux en bronze moyen IIB qui semblaient typiques d'un assemblage de tombes, bien qu'aucune tombe de ce période a été trouvée (Stepansky 2005).

## Exploration actuelle
Les fouilles de Tel Abel Beth Maacah ont été initiées et financées par l'Azusa Pacific University de Los Angeles, et sont menées dans le cadre d'un projet conjoint avec l'Université hébraïque de Jérusalem, codirigée par le Dr Robert Mullins de l'ancienne institution et le Dr Naama Yahalom-Mack et le Dr Nava Panitz-Cohen de ce dernier. L'arpenteur et conseiller stratigraphique est Ruhama Bonfil de l'Université hébraïque de Jérusalem.
Le projet a débuté en 2012 avec un relevé suivi de quatre saisons d'excavation à ce jour (2013-2016).

### Le relevé de 2012

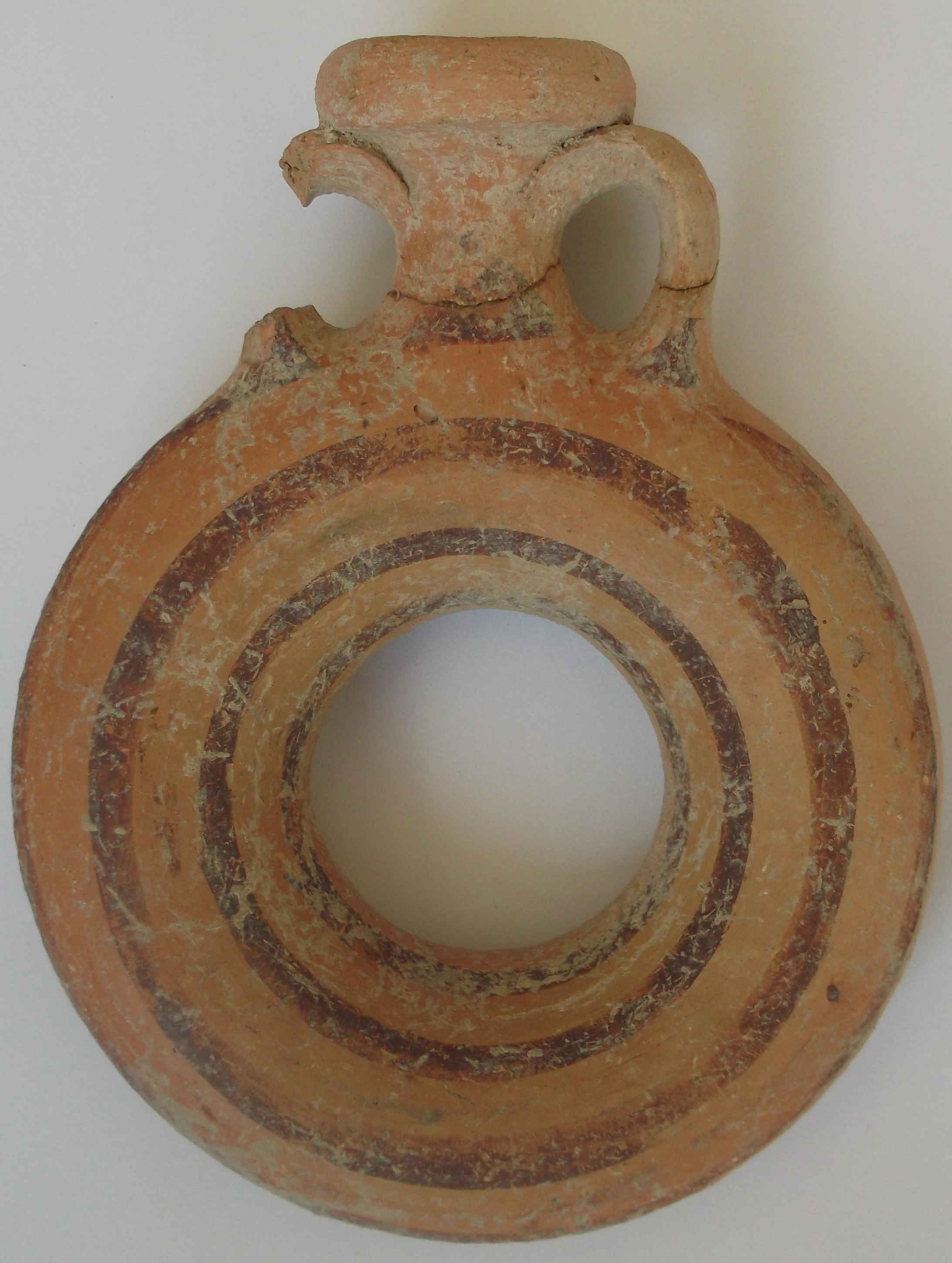
La fiole annulaire de la zone A (relevé)

En mai 2012, une enquête de quatre jours a été menée, combinant une enquête approfondie sur la marche avec une faible profondeur limitée (jusqu'à 10 cm) excavation dans six zones réparties autour du site. Le relevé a montré qu'il y avait une occupation dans le bronze primitif [EB] II-III, le bronze moyen [MB] II, le bronze tardif [LB] I-II, l'âge du fer I-II, persan, hellénistique, byzantin, islamique primitif, croisé, Périodes mamelouke et ottomane. Le relevé a également révélé que la partie inférieure du tell au sud présente un affleurement de substrat rocheux traversant une grande partie de son centre, indiquant que les vestiges antiques de cette partie du site doivent être recherchés autour de son périmètre.
Une fiole annulaire intacte, apparemment datée de l'âge du bronze tardif, a été trouvée dans le relevé à proximité de la zone A.

### Zones d'excavation

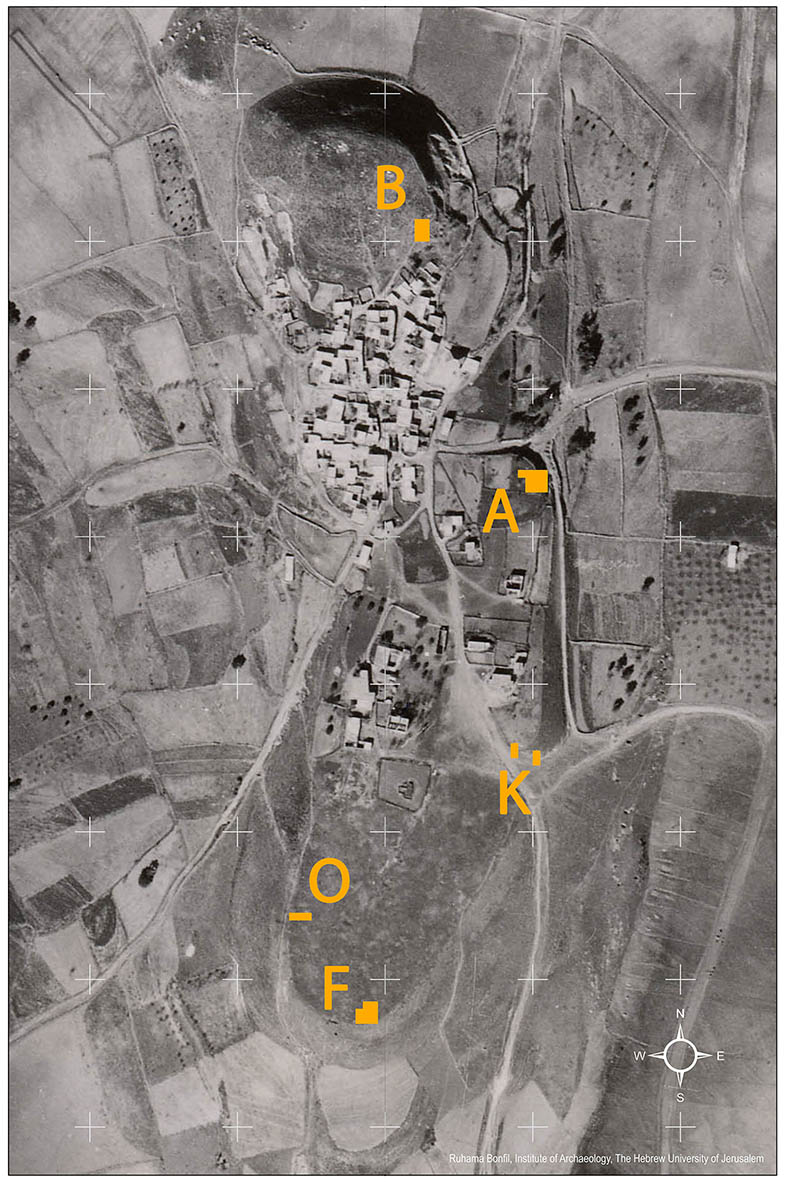
Le village arabe d'Abil el-Qameḥ sur photo aérienne de 1945, avec les zones de fouilles actuelles marquées dessus

Cinq zones avaient été fouillées en mars 2016. Zone A sur le versant est de la selle du milieu (vestiges du bronze tardif et de l'âge du fer I), zone B sur le versant est du monticule supérieur (vestiges du bronze moyen IIB, âge du fer I, âge du fer II, perse-début hellénistique ), La zone F à l'extrémité sud du monticule inférieur (vestiges de MBIIB, LB I-II, fer I), la zone O à l'extrémité ouest du monticule inférieur (vestiges de LB, MBIIB) et la zone K à l'est pente d'une dépression topographique entre les monticules inférieurs et supérieurs (peut-être vestiges d'une fortification, actuellement non datée). À la suite de l'enquête et des fouilles à ce jour, il a été constaté que le monticule inférieur n'était pas occupé après l'âge du fer I (fin du XIe siècle / début du Xe siècle av. J.-C.) et que l'occupation était limitée au monticule supérieur et à la selle provisoire.
Les zones de fouilles sont marquées sur cette photo aérienne de 1945 du tell (archives photographiques aériennes, département de géographie, université hébraïque de Jérusalem, prise par la Royal Air Force, section 23, 1945); les maisons visibles sur la photo appartiennent au village arabe d' Abil el-Qameḥ.

### Bronze moyen II
Des vestiges du bronze moyen II ont été révélés à ce jour dans trois domaines: F, O et B.

#### Zone F

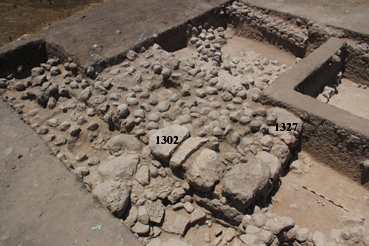
Vue de la tour, avec son coin nord-est de gros rochers et les couches de petites pierres, vers le sud-ouest

Une grande structure a été révélée juste sous la couche arable. Son extrémité sud continue sur la pente et son extrémité ouest a été coupée par une activité ultérieure. Cette caractéristique est composée d'une «doublure» extérieure de très grosses pierres grossièrement travaillées dans son coin nord-est et son mur nord, qui renfermait des couches de petites et moyennes pierres grossièrement arrondies.
Adjacent à la face orientale des pierres se trouve un rempart, en partie coiffé de pierres et composé de couches de matériau blanc crayeux et de sol brun foncé, dont seul le sommet a jusqu'à présent été excavé. La structure en pierre et le rempart font partie d'une fortification placée à l'extrémité sud du site, surplombant la vallée de Huleh et la route principale nord-sud qui la longe à l'ouest.
La date exacte de la tour et du rempart ne peut pas encore être déterminée, aucun étage associé n'ayant été révélé à ce jour. Contre la face nord de la fortification se trouvent des éléments datant de l'âge du bronze tardif I-II, de sorte que la fortification devrait probablement être datée du bronze moyen II, bien qu'une chronologie plus précise ne puisse pas encore être fixée.

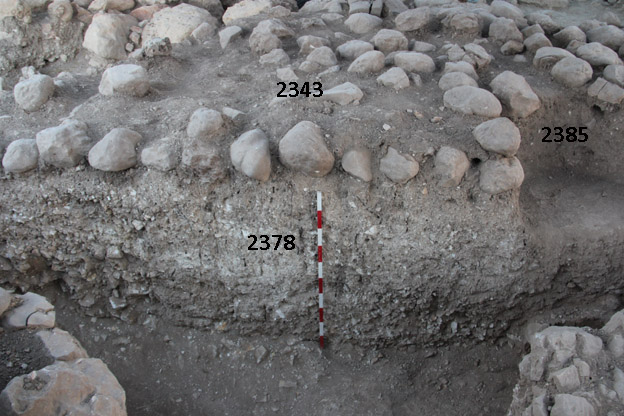
Les couches de remparts, coiffées de pierres petites à moyennes, orientées vers le nord; Âge du fer I des fosses et des silos de pierre découpés en couches.

#### Zone O
Une, et peut-être deux strates, datées du bronze moyen IIB, ont été exposées sous une phase érodée de l'âge du bronze tardif sous la couche arable.
Les vestiges de l'âge du bronze moyen se composent d'un bâtiment avec quatre salles consécutives révélées à ce jour, avec des entrées dans deux d'entre elles, montrant que les chambres faisaient partie d'un bâtiment qui continue vers le nord. Des traces d'une fin violente à cette occupation ont été identifiées. La poterie peut être datée du bronze moyen IIB et comprend des pots de stockage (certains avec des sépultures de bébé) et des pithoi. Dans le coin nord-est de la zone, le squelette d'un gros mâle a été retrouvé couché sur le ventre et partiellement couvert par un pithos.
La phase la plus basse exposée se compose du sommet d'une couche de pierres sur le bord ouest du monticule qui pourrait faire partie d'un mur de bronze ancien, à en juger par la poterie recueillie à proximité.

#### Zone B
Sous des vestiges datant de l'âge du fer I et IIA, un grand rempart composé principalement de couches graveleuses diagonales a été révélé. Une tombe de MBIIC qui contenait un scarabée Hyksos a été creusée dans ce rempart et, par conséquent, elle est provisoirement datée de MBIIB. Ce rempart montre que la butte supérieure au nord était occupée et fortifiée pendant l'âge du bronze moyen IIB, bien que la nature et la direction du rempart ici soient différentes de celles trouvées dans la butte inférieure au sud (zones F et éventuellement K).

### Âge du bronze tardif
Des vestiges de l'âge du bronze tardif ont été révélés dans les zones F, O et A.

#### Zone F
Trois strates architecturales, des couches de débris et des sols de la fin de l'âge du bronze ont été révélés, jouxtant la face nord de la fortification du bronze moyen II. L'incorporation de la fortification dans le cadre des bâtiments de l'âge de bronze tardif indique qu'elle était encore utilisée pendant cette période. La première strate de l'âge de bronze tardif, construite au sommet de ce qui semble être la fondation de la tour, comprend deux murs nord-sud joliment construits; une couche de terre (plancher?) avec un four bien construit a été trouvée à l'ouest de ces murs; la poterie indique une date bronze tardif I. La troisième et dernière strate bronze tardif contenait plusieurs murs (coupés par des silos et des fosses de l'âge du fer I). Sur son sol en terre, il y avait une concentration de poterie et une petite cruche (une imitation locale d'un bilbil chypriote) qui contenait un trésor d'argent. Les 12 pièces trouvées à l'intérieur comprenaient des boucles d'oreilles, un lingot et de l'argenterie.
La dernière couche bronze tardif dans la zone F peut être datée de l'âge du bronze IIB (XIIIe siècle av. J.-C.) et les restes exposés jusqu'à présent indiquent qu'elle n'a pas abouti à une destruction, mais qu'elle a été pacifiquement abandonnée. Ces vestiges ont ensuite été construits par un bâtiment de l'âge du fer I et coupés par des silos et des fosses de fer I.

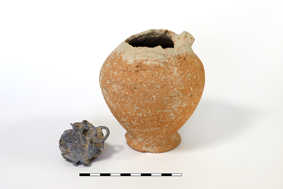
La cruche avec le trésor d'argent, tel que trouvé (photo de Gabi Laron.

#### Zone O
Les vestiges découverts juste en dessous de la couche arable dans la zone O sont attribués à l'âge du bronze tardif, car ils reposaient au sommet d'un bâtiment attribué au Bronze moyen IIB et sur la base de la petite quantité de poterie trouvée associée à eux.

#### Zone A
Le niveau le plus bas atteint dans la zone A comprenait plusieurs grands murs, construits en pierre et en brique, avec des poteries de bronze tardif associées. Les murs Fer I ont été construits directement au-dessus d'eux, sans aucune trace de destruction des éléments Bronze tardif.

### Âge du fer I
Des vestiges de l'âge du fer I ont été révélés principalement dans la zone A sur le bord est de la selle entre les monticules inférieurs et supérieurs, où cinq strates appartenant à cette période ont été fouillées, ainsi que dans la zone F.Dans les deux zones, la poterie comprenait de nombreux bocaux à collerette, des pithoi à bande ondulée, de petits bols hémisphériques, une variété de rebords de marmites verticales, des pyxides, des cratères carinés peints et des cruches en forme de poire.

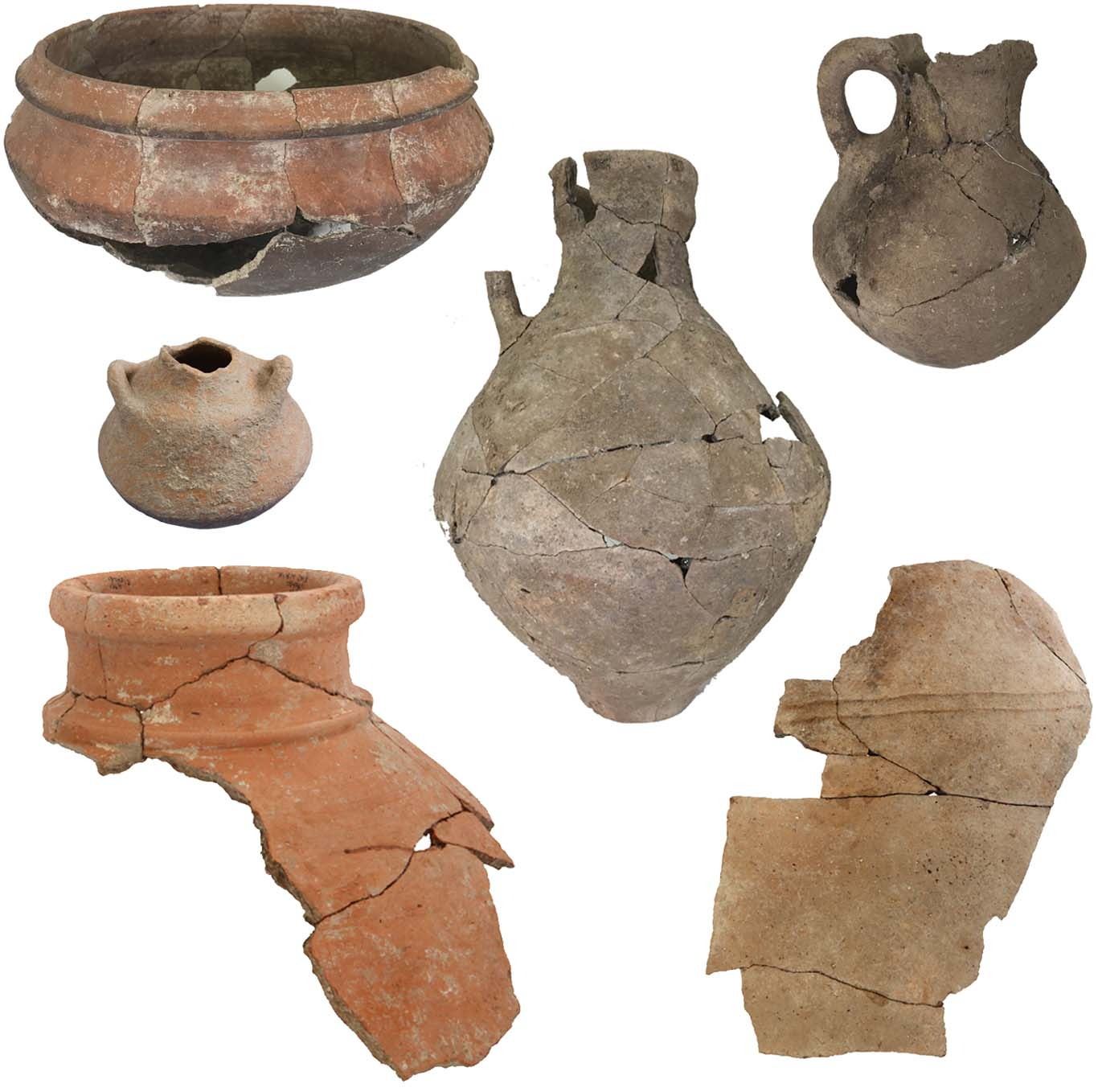
Sélection de formes de poterie en fer I, zones A et F

#### Zone F
Des vestiges de l'âge du fer I ont été trouvés juste au-dessus de la dernière couche de l'âge du bronze tardif (XIIIe siècle av. J.-C., Bronze tardif IIB). Ces vestiges comprenaient un bâtiment de plusieurs pièces, ainsi que de nombreux fosses et silos. Certains d'entre eux ont été découpés dans les murs Bronze tardif, ainsi que dans le haut de la fortification Bronze moyen II, indiquant que ce dernier a été mis hors service à cette période. Les fosses contenaient de la poterie, une fusaïole et une lame de fer. L'une de ces fosses, creusée profondément contre le mur de la tour Bronze moyen II, contenait une concentration de vases de cultes abandonnés. Ces restes ont été exposés juste sous la couche arable. Mis à part une grande fosse creusée dans la période perse ici, aucune occupation ultérieure n'a été identifiée ici après l'âge du fer I.

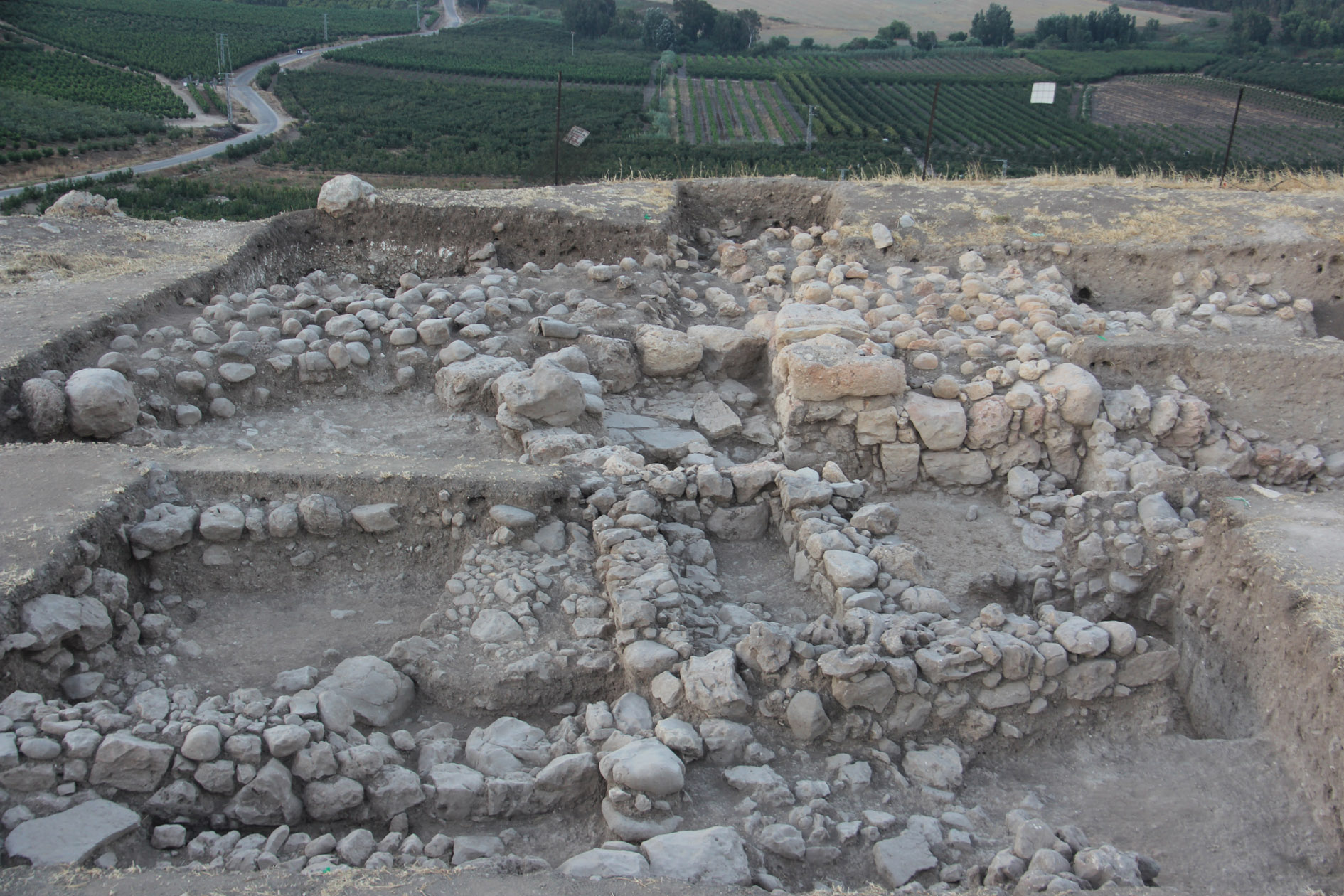
Bâtiment Fer I au premier plan - tour Bronze moyen II et rempart en arrière-plan; regardant vers le sud

#### Zone A
Quatre strates sont attribuées à l'âge du fer I dans la zone A. Il s'agit de l'une des séquences stratigraphiques les plus denses attribuées à cette période dans cette région. Au-dessus de la strate supérieure de Fer I se trouvaient plusieurs murs de terrasses agricoles modernes et fragiles, mais aucun vestige ancien plus tardif à la fin du Fer I (fin du XIe siècle / début du Xe siècle av. J.-C.).
La première strate révélée à ce jour apparaît dans quelques sondes et contient plusieurs murs de pierre bien construits et des couches de débris connexes avec un effondrement de la pierre et beaucoup de poterie. La strate au-dessus a une structure apparemment de nature cultuelle, avec diverses installations, comme une fosse avec des os d'animaux, un massebot (pierres dressées), un petit bamah (autel). Cette occupation a été violemment détruite, laissant de grandes quantités de poterie, y compris des pots à collerette, des pyxides, des cruches carinées et des kraters. Sur le sol de l'une des pièces se trouvaient plusieurs bijoux, dont un scarabée en améthyste serti dans une bague en or qui appartient à l'époque de l'Empire du Milieu égyptien. Le remplacement de la zone cultuelle détruite (?) Était une couche de nature domestique, avec de nombreux fours et sols en terre. Juste au-dessus, un complexe très finement construit a été construit, comprenant un bâtiment en forme de cour à l'est, un complexe de bâtiments à l'ouest avec un grand espace ouvert au sud et des pièces au nord. Un large passage les relie. Les murs extérieurs des bâtiments faisant face au passage sont bordés de contreforts en pierre. Dans le hall / cour ouest, un soufflet de pot complet a été révélé en usage secondaire, avec des traces de bronze et de fer à l'intérieur; une tuyère presque complète a été trouvée à proximité. Il semble qu'il y ait eu une activité métallurgique dans cette zone, similaire à celle de Tel Dan, à proximité, dans les strates VI et V (et peut-être IV).

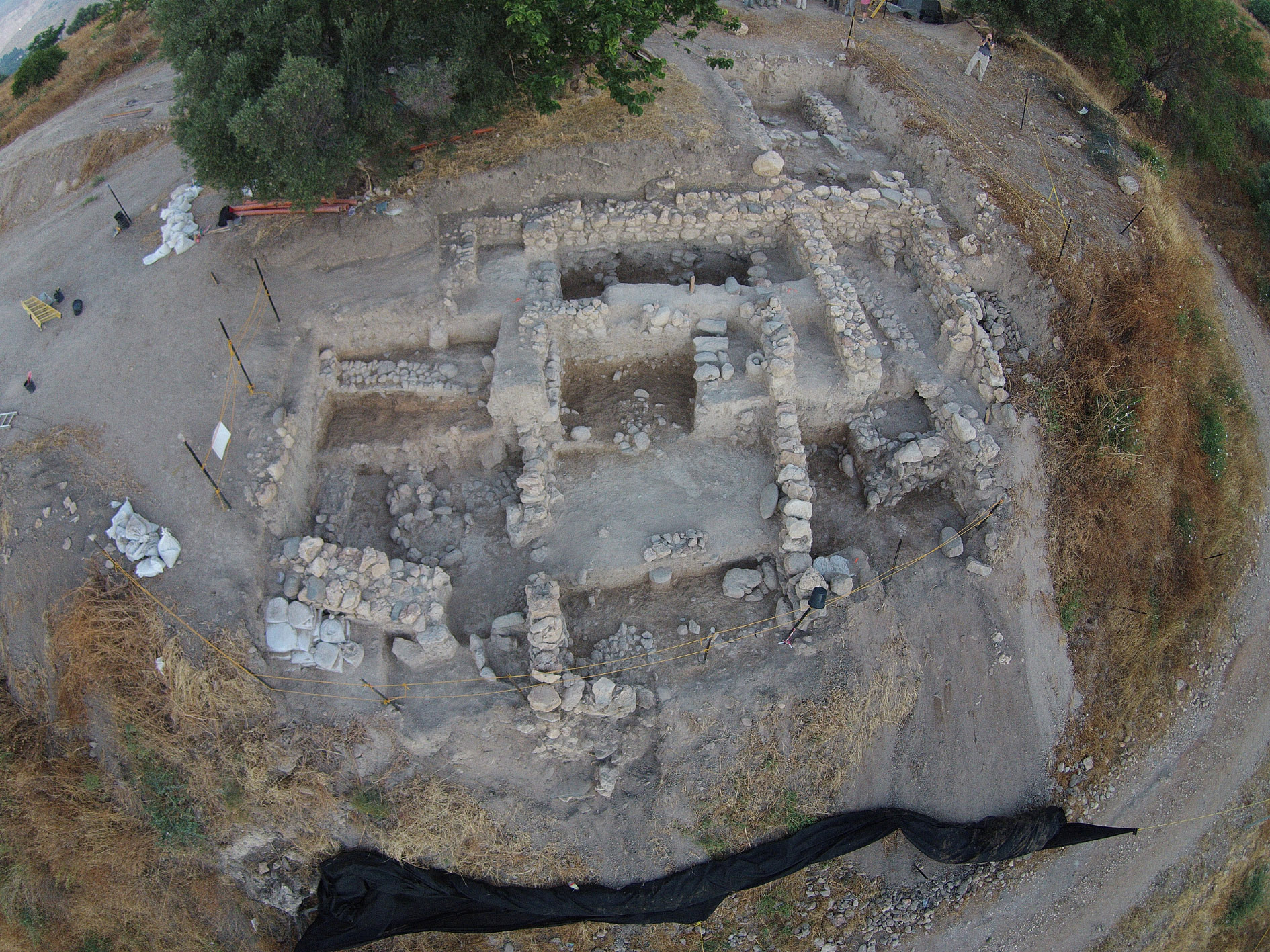
Vue aérienne de la zone A, fin de la saison de fouilles 2015, vue de l'ouest

### Âge du fer I, II et période hellénistique perse-précoce dans la zone B
Un grand bâtiment en pierre bien construit avec trois phases et datant de la période perse-hellénistique précoce a été exposé dans la zone B. En dessous de ce bâtiment se trouvent des vestiges architecturaux et de nombreuses fosses attribuées à l'âge du fer I, y compris un sol avec des navires et des traces de destruction. La coupe de cette activité est un mur de pierre massif est-ouest qui était en partie couvert par le bâtiment hellénistique persan-début et donc, il est actuellement attribué à l'âge du fer IIB. Aucun plancher qui lui est associé n'a encore été fouillé et il semble qu'il pourrait faire partie d'une citadelle à ce point culminant du monticule. Deux grands silos revêtus de pierre ont également été attribués au fer IIB; ils contenaient beaucoup de poterie de fer II, y compris des tessons rouges et brunis à la main, ainsi que la tête d'une figurine de style phénicien.
L'architecture et les fosses de l'âge du fer I et II sont creusées et construites sur les couches en pente du rempart du bronze moyen II décrit ci-dessus.

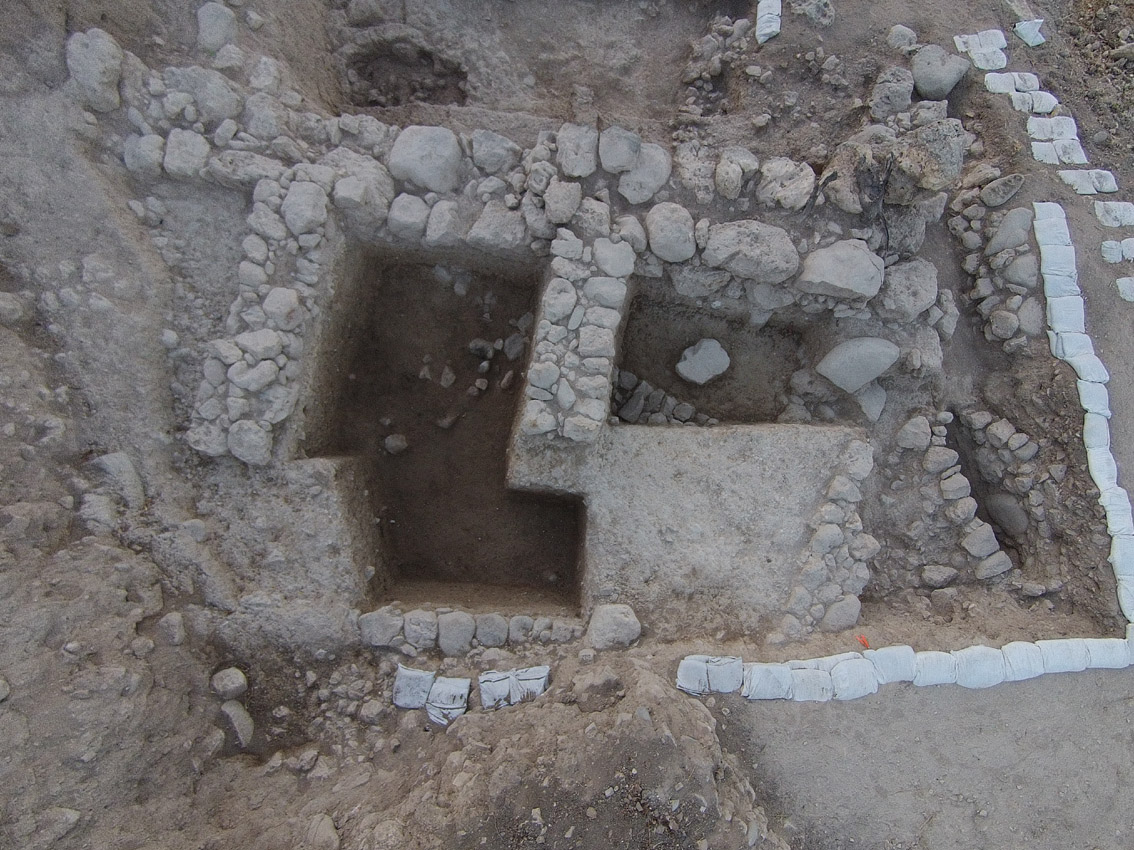
Festiges d'unbâtiment en pierre persan-hellénistique précoce au-dessus de l'âge du fer II

### Fortifications de la zone K
Situé sur le versant est de l'extrémité nord du tertre inférieur, dans un endroit dont la topographie modérée suggère la possibilité d'une porte ici, un mur de pierre nord-sud a été révélé, environ 4 m de large et accolée partiellement sur son côté sud par une couche crayeuse blanche. Cela pourrait représenter un système de fortification, bien qu'aucune date ne soit possible à ce stade.

### Rapports de terrain
Les rapports de terrain et les références supplémentaires sont publiés en ligne.

### Découvertes importantes
En 2018, des archéologues dirigés par Robert Mullins de l'Azusa Pacific University ont annoncé la découverte d'une sculpture de tête sculptée vieille de 2 800 ans représentant un homme. La figurine bien conçue a été décrite avec de longs cheveux noirs, une barbe et un bandeau peint. Il avait également des yeux en forme d'amande et une expression sérieuse sur son visage. Selon les archéologues, les dimensions de la céramique sculptée dans une céramique émaillée appelée faïence étaient d'environ 2,2 x 2 pouces, et la tête faisait autrefois partie d'une petite figurine, maintenant perdue, de 8 à 10 pouces. La sculpture est exposée au Musée d'Israël à Jérusalem,,.

### Note
1. ↑  Pour un rapport détaillé du relevé, voir (en) « Tel Abel Beth Maacah Excavations - 2012 Survey Report », sur albeth-maacah.org (consulté le 12 avril 2021).